# 楊天佑
楊天佑 （1993年9月24日—）為臺灣男子籃球運動員，現效力於超級籃球聯賽彰化璞園柏力力，2016年7月參加第十四季超級籃球聯賽新人選秀會，最終未受青睞而落選。2017年10月，楊天佑加入新成軍的寶島夢想家，季初曾一度無出賽機會，到了2018年2月擠進了上場陣容，更在該季最後比賽日以16投7中，罰球12投9中，寫下個人職業生涯新高25分，甚至是寶島夢想家本土球員得分紀錄。2018年8月21日，楊天佑加盟超級籃球聯賽臺灣銀行。2023年2月10日，楊天佑從超級籃球聯賽台灣啤酒轉移至T1聯盟台灣啤酒英熊。

## 外部連結
- 楊天佑在Eurobasket.com（球員）（英语）
- 楊天佑在Eurobasket.com（球員）（英语）
- 楊天佑在Flashscore（英语）
- 楊天佑在Flashscore（英语）